# Майнотт, Саймон
Гарри Джонас «Саймон» Майнотт (англ. Harry Jonas "Simon" Mynott; 4 июня 1876 — 2 января 1924) — новозеландский регбист, выступавший на позиции первого пяти-восьмого (флай-хав в новозеландском регби) за команду региона Таранаки; участник турне «Ориджинал Олл Блэкс».

## Биография
Окончил Центральную школу, начинал карьеру в команде «Тукапа» из Нью-Плимута и выступал за команду региона Таранаки, действуя в связке с Джимми Хантером: с 1904 по 1908 годы он выступал с ним в пяти подряд матчах между командами Северного и Южного островов. Майнотт считался одним из выдающихся атакующих защитников Новой Зеландии, сыграв 71 матч с 1899 по 1911 годы за Таранаки, что было выдающимся достижением для регбистов в то время. В 1904 году в составе объединённой команды регионов Таранаки, Манавату и Вангануи он выступил против британской сборной, матч завершился тогда нулевой ничьей. Свою регбийную карьеру в рядах «Олл Блэкс» он начал 1 июля 1905 года матчем против Окленда, а славу ему принесло участие в турне «Ориджинал Олл Блэкс».
Дебют Майнотта в официальных встречах состоялся 25 ноября 1905 года в Дублине против Ирландии, когда Майнотт выступил на позиции винга, а не первого пяти-восьмого: причиной тому стали травмы ведущих вингов сборной (за исключением Джорджа Смита и Дэйва Галлахера), что и привело к тактическим перестановкам в команде. Также, несмотря на конкуренцию с вице-капитаном Билли Стедом на позиции первого пяти-восьмого, Майнотт в 22 встречах турне занёс 14 попыток; как винг, он обладал хорошей скоростью. В игре против Франции 1 января 1906 года Майнотт снова выступал не на своей позиции первого пяти-восьмого, будучи полузащитником, что открывало больше возможностей для «рабочей лошадки» Фреда Робертса (команда победила 38:8).
Именно Майнотт, а не Стед выступал 16 декабря 1905 года в ключевой встрече турне против Уэльса, в котором «Ориджиналс» проиграли со счётом 0:3 и в которой попытку Боба Динса не засчитал шотландский судья Дж. Даллас. В связи с поражением пошли слухи о том, что решение выпустить Майнотта вместо Стеда стало ключевой причиной поражения, так как Стед был отличным тактическим мастером, а Майнотт — всего лишь хорошим защитником атакующего плана. Однако была версия, что у Стеда была не то простуда, не то расстройство желудка, вследствие чего он на матч не вышел. Дальнейшим выступлением после «Ориджиналс» было турне 1907 года по Австралии, когда на левом фланге защиты играли во всех тест-матчах против австралийцев Майнотт, Робертс и Хантер в роли капитана. В 1910 году Майнотт сыграл ещё два тест-матча против Австралии, доведя число своих выступлений за «Олл Блэкс» разного уровня до 39 встреч (в том числе восьми-тест матчей): два матча он провёл как капитан. Во всех встречах он набрал 58 очков благодаря 18 попыткам (по 3 очка каждая) и 2 реализациям.
Последнюю игру провёл 2 июля 1910 года против Австралии в возрасте 34 лет и 28 дней, став на тот момент самым возрастным регбистов в истории сборной. Похоронен на кладбище Те Хенуи. Уже спустя 86 лет, после его смерти Фрэнк Банс побил рекорд и в игре в Нейпире против Самоа, выйдя на поле, стал самым возрастным регбистом.